# 臼齒球麗魚
臼齒球麗魚（學名：Tylochromis mylodon）為輻鰭魚綱鱸形目隆頭魚亞目慈鯛科球麗魚屬的其中一種，分布於非洲Lufira河、 Meru湖與Luapula河流域，體長可達22公分，棲息在底中層水域，以昆蟲幼蟲、軟體動物等為食，生活習性不明，可作為觀賞魚。

## 擴展閱讀
維基物種上的相關：臼齒球麗魚